# M-11 Štorm
M-11 Štorm je sovětský námořní protiletadlový raketový komplet středního dosahu zavedený roku 1969 do výzbroje válečných lodí sovětského námořnictva. Jeho označení v rámci Indexu GRAU je 4K60. V kódu NATO dostal název SA-N-3 Goblet. Oproti svému předchůdci M-1 Volna má systém M-11 lepší výkony, přičemž sekundárně jej lze použít proti lodím. Jako jediný sovětský námořní systém neměl pozemní ekvivalent.

## Vývoj
O vývoji střely bylo rozhodnuto roku 1959. K testování systému sloužila experimentální loď OV-24, což byl přestavěný těžký křižník Vorošilov. První válečnou lodí nesoucí komplety M-11 se roku 1967 stal vrtulníkový křižník Moskva. K oficiálnímu přijetí systému M-11 do služby ale došlo až roku 1969. Roku 1972 vznikla modernizovaná verze Štorm-M.

## Konstrukce

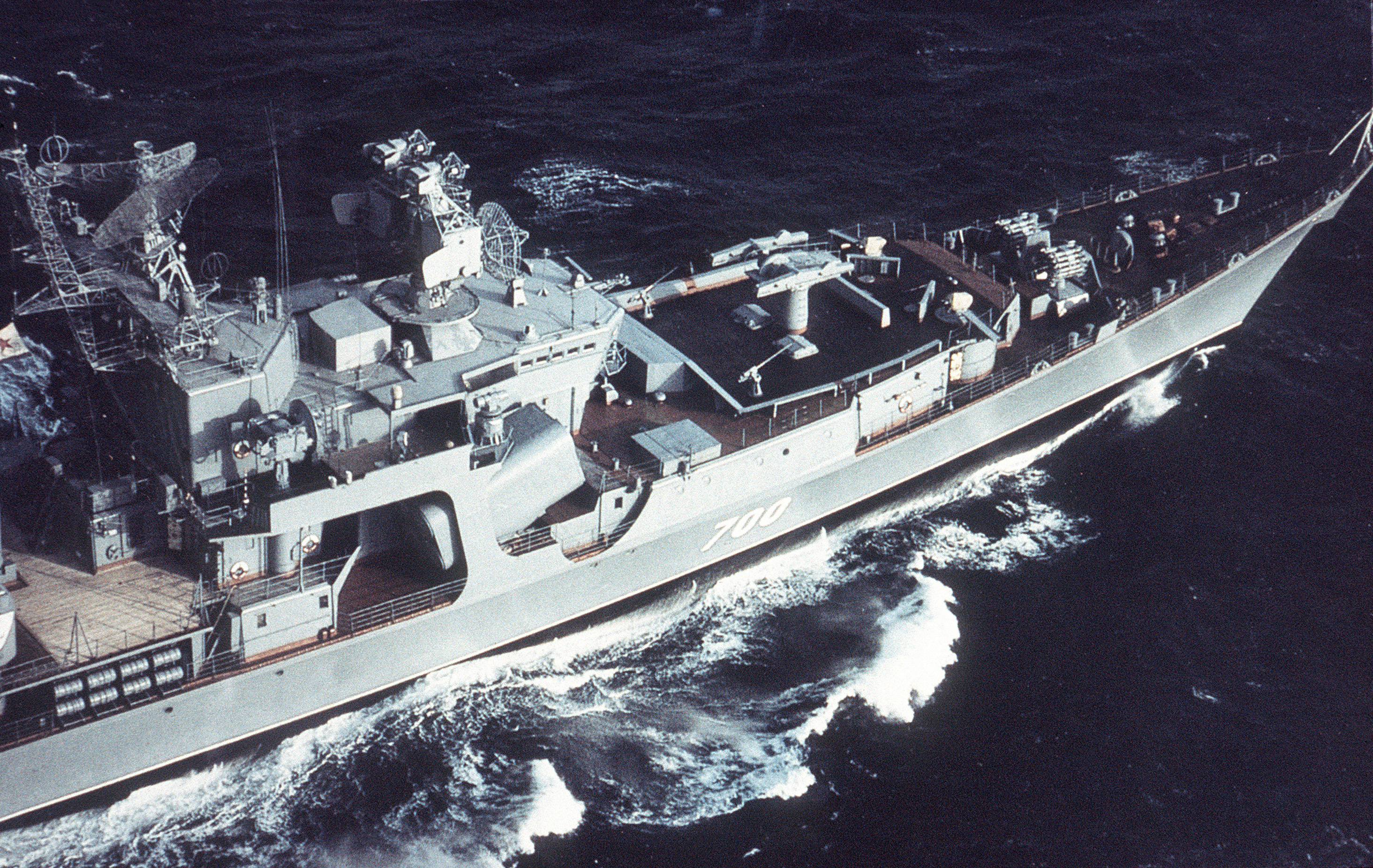
Vypouštěcí zařízení kompletu M-11 Štorm na paluvě křižníku Nikolajev

Systém využívá jednostupňovou řízenou střelu V-611, která je poháněna raketovým motorem na tuhé pohonné látky. Střela je naváděna pomocí rádiových povelů a je vybavena tříštivou hlavicí o hmotnosti 120 kg. Hlavice je iniciována nekontaktním zapalovačem. K vypuštění střely slouží odpalovací zařízení se dvěma kolejnicemi, jehož automatické přebíjení probíhá ve svislé poloze. V podpalubním rotačním zásobníku může být uloženo 22, 24, nebo 36 střel.

## Použití

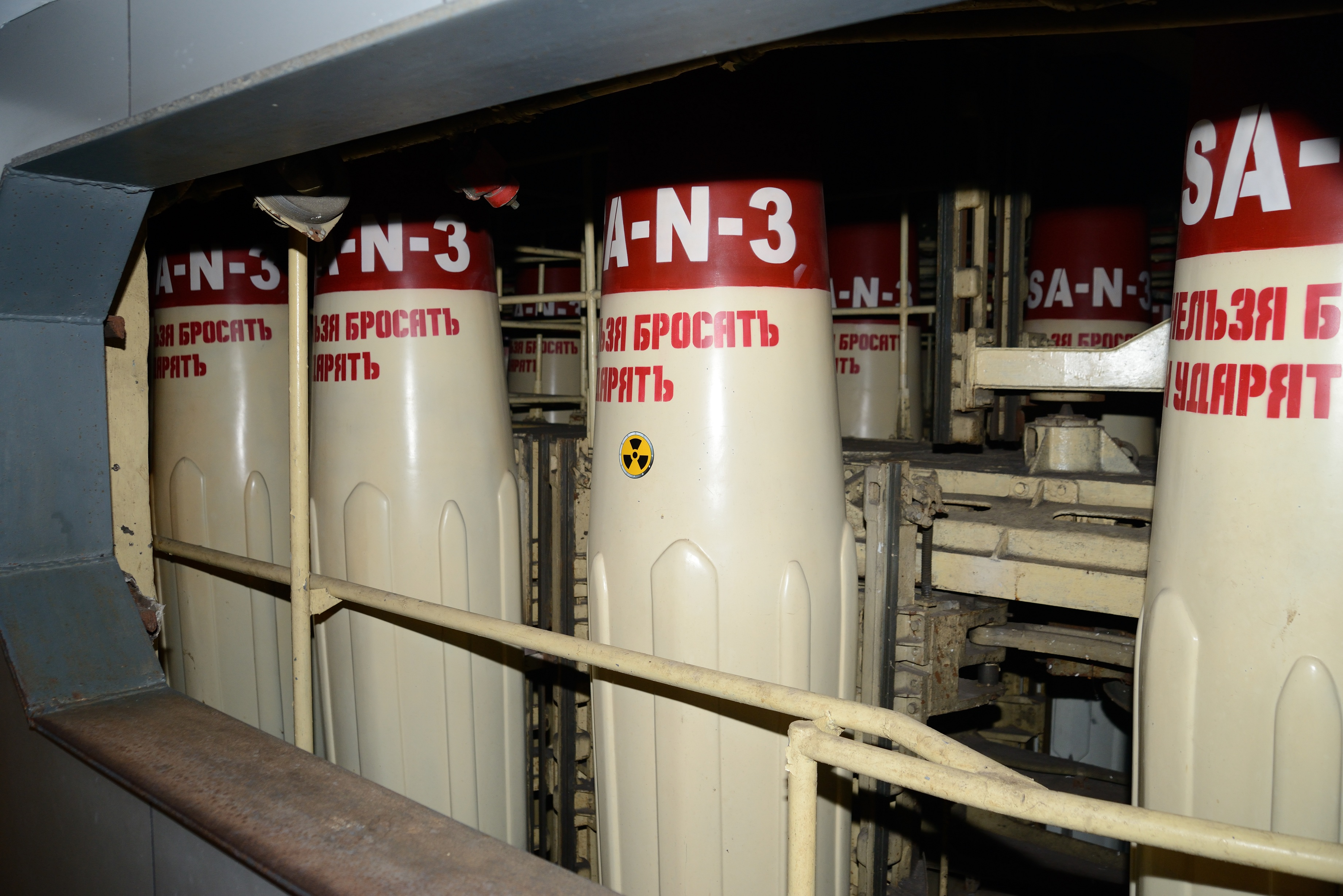
Zásobník se střelami V-611 na palubě letadlové lodě Projektu 1143 (Kiev)

- Projekt 1134A (Kresta II) – raketový křižník
- Projekt 1134B (Kara) – raketový křižník
- Projekt 1123 (Moskva) – vrtulníkový křižník
- Projekt 1143 (Kiev) – letadlový křižník

## Varianty
- 4K60 M-11 Štorm (SA-N-3A) – základní střela V-611 s dosahem až 30 km.[3]
- 4K65 Štorm-M (SA-N-3B) – střela V-611M s dosahem prodlouženým na 55 km.[3]

## Hlavní technické údaje
- Citováno dle:[3]
- Délka: 6,4 m
- Průměr: 0,7 m
- Rozpětí: 1,7 m
- Nejvyšší rychlost: 2,8 M
- Hmotnost: 1844 kg[2]
- Hmotnost hlavice: 120 kg[2]
- Dosah: 6–30 km (6–55 km, V-611M)
- Výškový dosah: 90–24 500 m